# 1977 v loďstvech
Tento článek obsahuje významné události v oblasti loďstev v roce 1977.

## Lodě vstoupivší do služby
- 1. února –  Udaygiri (F-35) – fregata třídy Nilgiri

- 5. února –  Supharin (313) – raketový člun třídy Prabparapak

- 1. dubna –  Javier Quiroga (P13) – hlídková loď třídy Barceló

- 4. května –  Détroyat (F 784) – fregata třídy D'Estienne d'Orves

- 11. května –  Jean Moulin (F 785) – fregata třídy D'Estienne d'Orves

- 7. června –  Ordóñez (P14) – hlídková loď třídy Barceló

- 17. června –  HMS Active (F171) – fregata Typu 21 Amazon

- 25. června –  USS Philadelphia (SSN-690) – ponorka třídy Los Angeles[1]

- 25. června –  USS Baton Rouge (SSN-689) – ponorka třídy Los Angeles[2]

- 2. července –  HMS Alacrity (F174) – fregata Typu 21 Amazon

- 14. července –  Acevedo (P15) – hlídková loď třídy Barceló

- 17. července –  Cuenca (LM24) – raketový člun třídy Quito

- 22. července –  Hang Tvah (F76) – fregata (ex HMS Mermaid)

- 20. září –  Lupo (F564) – fregata třídy Lupo

- 1. října –  De Grasse (D 612) – torpédoborec třídy Tourville

- 13. října –  HMS Ardent (F184) – fregata Typu 21 Amazon

- 18. října –  USS Dwight D. Eisenhower (CVN-69) – letadlová loď třídy Nimitz

- 27. října –  Nemoro (LST-4103) – tanková výsadková loď třídy Acumi

- 25. listopadu –  Cándido Pérez (P16) – hlídková loď třídy Barceló

- 17. prosince –  USS Memphis (SSN-691) – ponorka třídy Los Angeles[3]

- 22. prosince –  Guayaquil (LM23) – raketový člun třídy Quito